# Tamopsis perthensis
Tamopsis perthensis là một loài nhện trong họ Hersiliidae. T. perthensis được miêu tả năm 1987 bởi Martin Baehr & Barbara Baehr.